# Tshenolo Lemao
Tshenolo Lemao (ur. 17 czerwca 2000) – południowoafrykański lekkoatleta specjalizujący się w biegach sprinterskich.
W 2017 został w Nairobi mistrzem świata juniorów młodszych w biegu na 100 metrów.
Rekordy życiowe: bieg na 100 metrów – 10,42 (21 kwietnia 2017, Potchefstroom); bieg na 200 metrów – 21,18 (17 maja 2017, Pretoria).

## Osiągnięcia
| Rok  | Impreza                               | Miejsce | Konkurencja        | Lokata     | Wynik |
| ---- | ------------------------------------- | ------- | ------------------ | ---------- | ----- |
| 2017 | Mistrzostwa świata juniorów młodszych | Nairobi | bieg na 100 metrów | 1. miejsce | 10,57 |